# Quo primum
Quo primum tempore (od pierwszego momentu) – konstytucja apostolska wydana przez papieża Piusa V 14 lipca 1570. Została promulgowana wraz z wydaniem Mszału Rzymskiego z 1570, obowiązkowego dla całego rytu łacińskiego w Kościele katolickim. Bulla zezwalała jednak na zachowanie rytów starszych niż 200 lat (np. rytu ambrozjańskiego, czy lyońskiego).

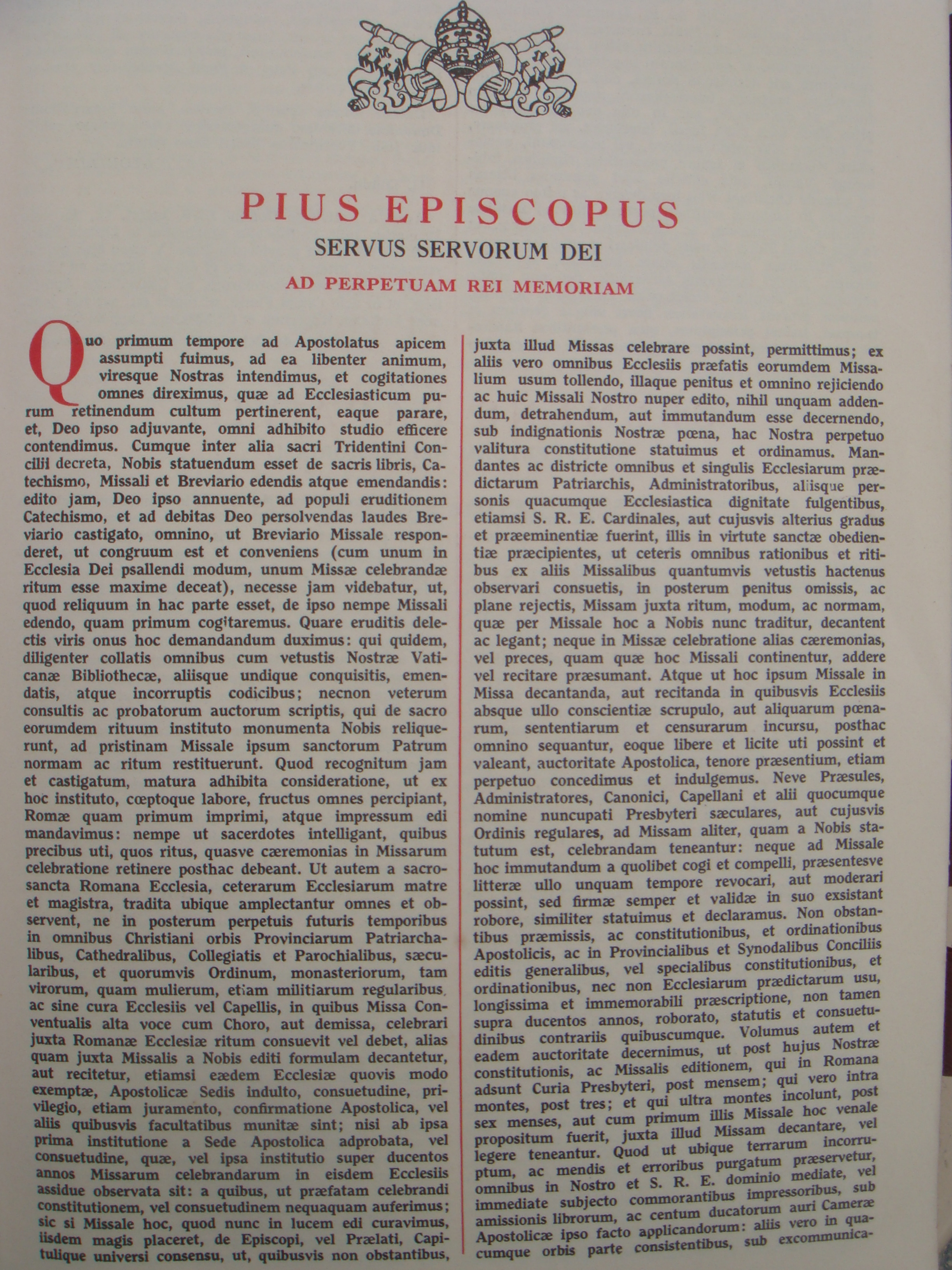
Tekst Quo primum tempore, w Mszale Rzymskim Piusa XII z 1956

Celem bulli było wzmocnienie kanonów i dekretów soboru trydenckiego odnoszących się do mszy, usunięcie pewnych modlitw, które dostały się do mszy oddolnie w tradycjach lokalnych. W ten sposób ryt Kościoła łacińskiego został zuniformizowany.